# Fulla (boneca)
Fulla é uma boneca, com o mesmo tamanho da famosa Barbie, porém, com costumes e roupas diferentes. Ela foi lançada em 2003 na Síria, pela NewBoy Design Studio. A boneca vem com véu e hijab (um vestido usado por muçulmanas por cima das roupas que cobre o corpo e deixa o rosto e as mãos de fora), além de um tapete para orações, cor-de-rosa. Fulla é comercializada em países islâmicos e do Oriente Médio, sendo um total de 22 países e mais de 200 produtos comercializados da boneca. Em 2004, ela vendeu mais de 1 milhão de bonecas, sendo considerada a mais popular do Oriente Médio.
Apesar de ter caído em desgraça entre as meninas egípcias, esta boneca mantém seu prestígio em países do golfo como a Arábia Saudita, onde a Barbie é proibida e a Fulla oferece, além disso, uma extensa unidade familiar formada por seus pais, dois irmãos gêmeos chamados Bader e Nur, e duas amigas íntimas, Yasmin e Nada. Fulla já exerce duas funções: professora e médica.